# Estland op de Olympische Winterspelen 1928
Tijdens de Olympische Winterspelen van 1928, die in Sankt Moritz (Zwitserland) werden gehouden, nam Estland voor de eerste keer deel.

## Deelnemers en resultaten

### Schaatsen
| Olympiër               | Discipline | Resultaat | Prestatie |
| ---------------------- | ---------- | --------- | --------- |
| Christfried Burmeister | 500 m (m)  | 15e       | 46,2      |
| Christfried Burmeister | 1500 m (m) | 19e       | 2.33,3    |
| Christfried Burmeister | 5000 m (m) | 24e       | 9.46,2    |
| Aleksander Mitt        | 500 m (m)  | 22e       | 47,7      |
| Aleksander Mitt        | 1500 m (m) | 20e       | 2.35,0    |
| Aleksander Mitt        | 5000 m (m) | 21e       | 9.35,2    |

Argentinië · België · Canada · Duitsland · Estland · Finland · Frankrijk · Groot-Brittannië · Hongarije · Italië · Japan · Joegoslavië · Letland · Litouwen · Luxemburg · Mexico · Nederland · Noorwegen · Oostenrijk · Polen · Roemenië · Tsjecho-Slowakije · Verenigde Staten · Zweden · Zwitserland